# Автогара Търговище
Автогара Търговище е автогара в град Търговище, собственост на фирма Търговище Автотранспорт ЕООД. Разположена на бул. „Никола Маринов“ №5. Тя се намира в североизточната част на града, единствена за Търговище.

## Направления
Обслужва направления до основни административни центрове на страната. Някои от тези направления са по линии: автобус по направление Търговище-София-Търговище („Юнион-Ивкони“, „Етап-Адрес“, „Груп Плюс“) автобус по направление Търговище-Варна-Търговище („Юнион-Ивкони“, „Етап-Адрес“, „Груп Плюс“), автобус по транзитно направление направление Разград-Пловдив-Разград („Автобустранс“), автобус по транзитно направление Шумен-Пловдив-Шумен („Юнион-Ивкони“), автобус по транзитно направление Ямбол-Русе-Ямбол („Дичони“), автобус по транзитно направление Сливен-Шумен-Сливен („Дорис“), автобус по транзитно направление Омуртаг-Варна-Омуртаг („Омуртаг Транс“), автобус по транзитно направление Свищов-Варна-Свищов („Феникс 2“).

### Вътрешноградски линии
- линия № 3: Железопътна гара – ул. „29 януари“ – ул. „Гладстон“ – ул. „Хаджи Димитър“ – бул. „Митрополит Андрей“ – ул. „Трети март“ – бул. „Трайко Китанчев“ – бул. „Александър Стамболийски“ – кв. Въбел (31 курса в двете посоки на ден, в интервала между 5:30 – 6:00 и 22:23 – 20:45 ч., през половин час)[3]
- линия № 4: Железопътна гара – ул. „29 януари“ – бул. „Васил Левски“ – ул. „Кюстенджа“ – ул. „Паисий“ – бул. „Митрополит Андрей“ – бул. „Александър Стамболийски“ – бул. „Трайко Китанчев“ – Гаражи (кв. Запад 2) – Канала – КАТ – Язовира – Момина чешма (вилна зона „Кованлъка“) – Ягода – местност „Парка“ (в Преславската планина) – Обръщало;
 6:10, 7:30, 8:50, 12:20, 14:50, 17:30 часа (Зимно делнично време: 1 ноември – 30 април); 6:10, 7:30, 8:50, 12:20, 14:50, 17:30, 18:50 часа (Лятно делнично и празнично време: 1 май – 31 октомври); 7:30, 8:50, 12:20, 14:50, 17:30 часа (Зимно празнично време: 11 ноември – 30 април)[4]
- линия № 6: Болницата – кв. Бряг – с. Съединение; от 8:30, 12:45, 16:30, 17:45, 19:00 часа (Целогодишно делнично)[5]
- линия № 10: Железопътна гара – ул. „29 януари“ – ул. „Гладстон“ – ул. „Хаджи Димитър“ – бул. „Митрополит Андрей“ – ул. „Трети март“ – Гаражи (кв. Запад 2) – бюл. „Сюрен“ – бул. „Трайко Китанчев“ – бул. „Александър Стамболийски“ – кв. Запад 3 (Интервали на движение: Делнично от 7:00 до 8:00 ч. на 7-9 минути, от 19:30 до 21:00 ч. на 14-16 минути, през останалото време на 9-11 минути; Празнично от 7:00 до 8:00 ч. на 9-11 минути, през останалото време на 14-16 минути)[6]
- линия № 11: с. кв. Запад 3 – бул. „Александър Стамболийски“ – бул. „Трайко Китанчев“ – кв. Запад 2 – ул. „Трети март“ – ул. „Паисий“ – Гробищен парк (Изпълнява се само празнично. От кв. Запад 3 тръгва от 8:30 ч. и 9:30 ч., от Гробищен парк час на тръгва в 10:30 ч.)[7]

### Сектори
Междуселищни линии по сектори в автогарата:
- сектор 1: с. Баячево, с. Васил Левски, с. Дългач, кв. Калково, с. Лиляк, с. Ловец, с. Надарево, с. Острец, с. Певец, с. Руец
- сектор 2: с. Беломорци, Омуртаг, с. Козма презвитер, с. Пролаз, с. Стража
- сектор 4: с. Голямо Соколово, с. Давидово, с. Кошничари, с. Бистра, с. Ралица, с. Росина
- сектор 5: с. Алваново, с. Буйново, с. Голямо Ново, с. Горско Абланово, с. Дралфа, с. Заветно, с. Здравец, с. Кръшно, с. Макариополско, с. Маково, с. Миладиновци, с. Мировец, с. Подгорица, Попово, с. Пресяк, с. Пробуда, кв. Невски (Попово), с. Светлен, с. Твърдинци
- сектор 6: с. Алваново, с. Буховци, с. Голямо Ново, с. Дралфа, с. Здравец, с. Макариополско, Опака, с. Подгорица, Попово, с. Пробуда, кв. Невски (Попово), с. Светлен, Шумен
- сектор 7: с. Александрово, с. Бистра, с. Божурка, с. Братово, с. Голямо Ново, с. Горна Кабда, с. Дралфа, с. Заветно, с. Здравец, с. Манастирско, с. Пайдушко, с. Подгорица, Попово, с. Пресиян, Разград, кв. Невски (Попово), с. Светлен, с. Сейдол, с. Трапище, с. Трескавец, с. Цветница
- сектор 8: с. Баячево, с. Вардун, с. Драгановец, кв. Калково, с. Копрец, с. Кралево, с. Овчарово, с. Певец, с. Преселец, с. Руец, с. Търновца, с. Черковна
- сектор 10: Варна, Добрич, Сливен, Шумен
- сектор 11: Котел, Нова Загора, Пловдив, Свищов, София, Стара Загора, Чирпан, Шабла
- сектор 12: Гент (Белгия), Истанбул (Турция), с. Манастирско, Разград, Русе, с. Трапище, Цар Калоян
- сектор А: с. Осенец, с. Писанец
- сектор Б: с. Руец